# 聖地亞哥 (市鎮)
33°26′14″S 70°39′2″W / 33.43722°S 70.65056°W

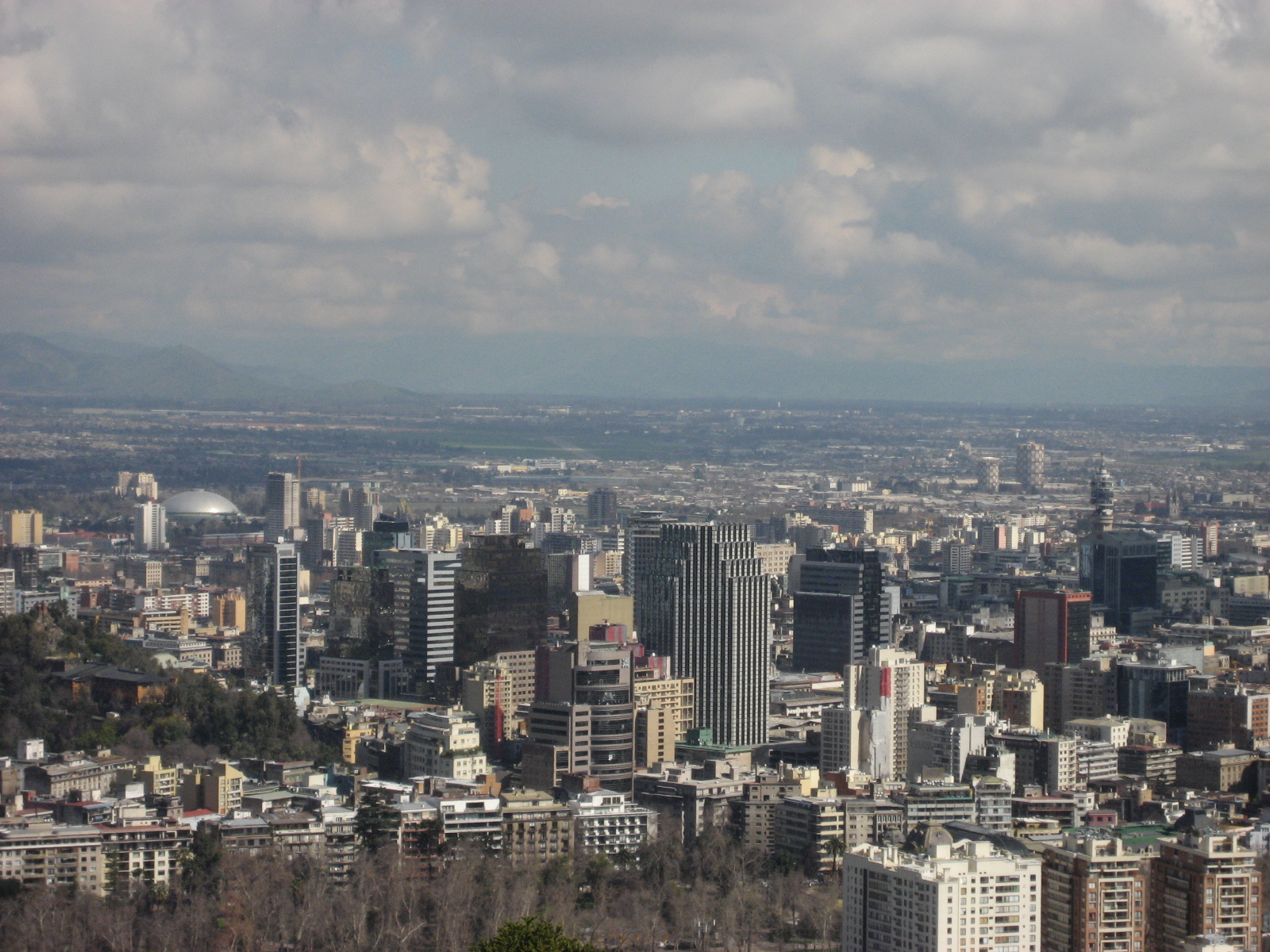

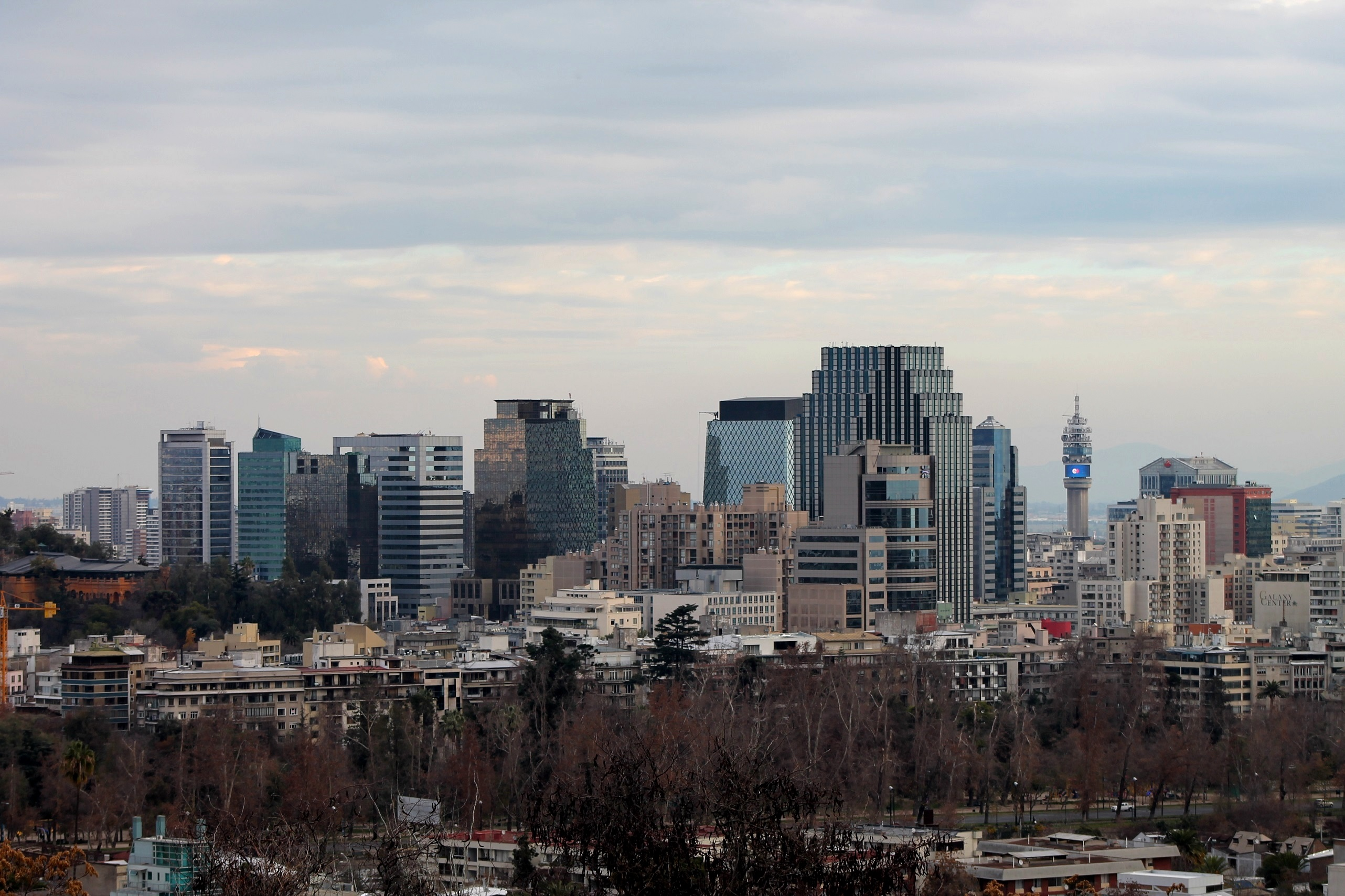

聖地亞哥（西班牙語：Santiago）是智利的一个市镇，位於該國中部聖地亞哥首都大區聖地亞哥省，是圣地亚哥市的组成部分及核心地带，始建於1541年2月12日，面積22.4平方公里，海拔高度579米。2002年，人口200792人，人口密度每平方千米9000人。现任市长为智利共产党党员伊拉奇·哈斯勒。